# Ruellia colonensis
Ruellia colonensis är en akantusväxtart som beskrevs av D.C. Wasshausen. Ruellia colonensis ingår i släktet Ruellia och familjen akantusväxter. Inga underarter finns listade i Catalogue of Life.